# 北海道旅客鉄道函館支社

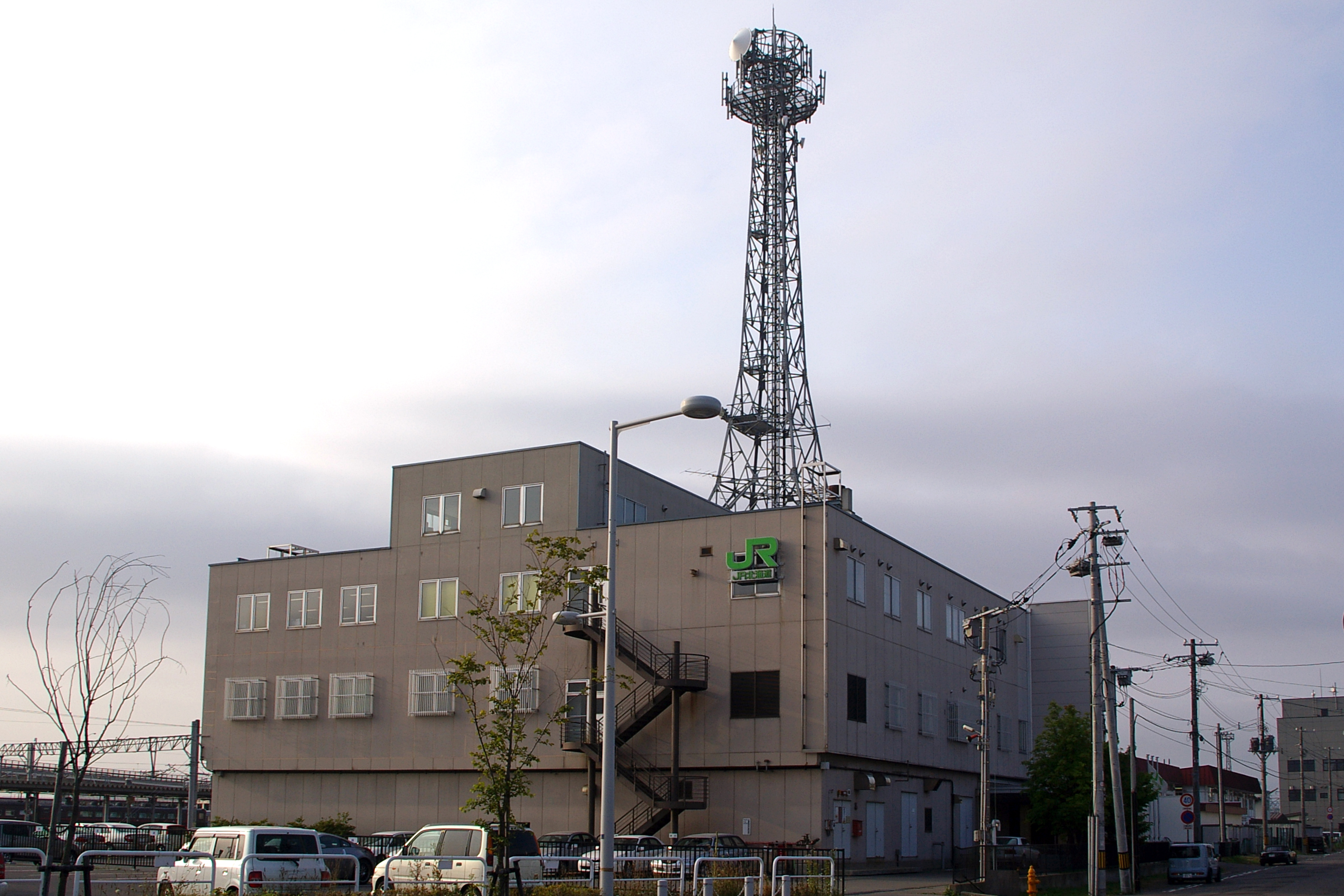
北海道旅客鉄道函館支社（函館市）

北海道旅客鉄道函館支社（ほっかいどうりょかくてつどうはこだてししゃ）は、北海道旅客鉄道（JR北海道）の支社の一つ。国鉄時代の青函船舶鉄道管理局に相当する。

## 沿革
- 1913年5月5日 : 青函連絡船が北海道鉄道管理局（のち札幌鉄道管理局→札幌鉄道局）函館運輸事務所管轄となる。
- 1942年9月11日 : 函館運輸事務所・同保線事務所を函館管理部に統合
- 1946年3月18日 : 函館管理部を分割して函館船舶管理部設置。
- 1949年9月20日 : 札幌鉄道局改組にともない函館管理部廃止。函館船舶管理部は残置。
- 1950年8月1日 : 青函鉄道管理局設置。所管区域は、千曳・津軽新城以北の路線、森以南の路線、青函航路、小湊航路[1]。
- 1952年8月5日 : 青森県内路線（桟橋を除く）を盛岡局に移管。
- 1955年4月1日 : 札幌局との境界を熱郛・礼文に変更。
- 1955年7月5日 : 青函鉄道管理局を青函船舶鉄道管理局に改称。
- 1987年4月1日 : 国鉄分割民営化により、北海道旅客鉄道 函館支店となる。
- 1988年4月1日 : 北海道旅客鉄道 函館支社に改称。

## 支社所在地
- 北海道函館市若松町12-5

## 管轄路線
道南地区の路線を中心に管轄している。
路線
※本社と支社の境界はいずれも閉塞区間上にあるため、境界線の内側の停車場（駅・信号場など）を記載している。なお、◇が付いた路線は全線が管理区間内に入っている路線である。
| 路線名        | 区間                                        | 営業キロ | 備考                         |
| ------------- | ------------------------------------------- | -------- | ---------------------------- |
| ◇北海道新幹線 | 新青森駅 - 新函館北斗駅（新青森駅構内除く） | 148.8km  |                              |
| 函館本線      | 函館駅 - 大沼公園駅 - 熱郛駅                | 146.6km  |                              |
| 函館本線      | 大沼駅 - 渡島砂原駅 - 森駅（砂原支線）      | 35.3km   |                              |
| 函館本線      | 七飯駅 - 大沼駅（藤城支線）                 | -        | 営業キロの設定なし           |
| 室蘭本線      | 長万部駅 - 礼文駅                           | 26.4km   |                              |
| ◇海峡線       | 中小国駅 - 木古内駅（中小国駅構内除く）     | 87.8km   | 在来線定期旅客列車の運行なし |

国鉄青函船舶鉄道管理局時代は、JR化後に開業した海峡線を除き、青函連絡船（青森桟橋を含む）、松前線、瀬棚線（JR化直前に路線廃止）2016年3月25日までは 江差線(現道南いさりび鉄道線)を加えた区間が管理路線であった。

## 車両基地
- 函館運輸所「函ハコ」・「函」 : 旧函館運転所（旧函館車掌所と統合）
  - 青函派出所 : 旧青函運転所（2016年3月26日で廃止。設備・業務をJR貨物五稜郭機関区へ移管。）
- 函館新幹線総合車両所「函ハシ」

## 工場
- 五稜郭車両所（2023年3月31日で廃止）

## 乗務員配置区所
- 函館運輸所 - 在来線の運転士・車掌が配置
- 函館新幹線運輸所 - 新幹線の運転士・車掌が配置

## 指令所
- 函館輸送指令

運転指令業務を行う。旅客指令、施設指令、電気指令が併設されている。

### 管理下としない運転取扱駅

#### 運転取扱駅
当所ではなく駅側で管理している駅。
- 函館駅
- 五稜郭駅
- 森駅(以北の函館本線は札幌指令管轄)
- 長万部駅(函館本線の函館方及び室蘭本線は札幌指令管轄、山線については倶知安駅管轄)

## 施設関係区所

### 保線所
- 函館保線所
  - 函館保線管理室
  - 大沼保線管理室
  - 八雲保線管理室
  - 長万部保線管理室

### 電気所
- 函館電気所
  - 長万部派出所
- 函館新幹線電気所
  - 奥津軽派出所

### 工務所
- 函館新幹線工務所
- 木古内管理室
- 奥津軽管理室

### 設備所
- 函館設備所

### 構造物検査センター
- 函館構造物検査センター

## ブロック
- 2024年3月16日現在

| ブロック        | 管理駅   | 被管理駅（有人駅のみ） |
| 函館 ブロック   | 函館駅   | （有人駅なし）         |
| 函館 ブロック   | 五稜郭駅 | （有人駅なし）         |
| 函館 ブロック   | 七飯駅   | 大沼公園駅             |
| 函館 ブロック   | 森駅     | （有人駅なし）         |
| 長万部 ブロック | 八雲駅   | （有人駅なし）         |
| 長万部 ブロック | 長万部駅 | （有人駅なし）         |
| 木古内 ブロック | 木古内駅 | 奥津軽いまべつ駅       |
- 長万部駅の被管理駅である黒松内駅は、2007年4月1日を以って無人化（2002年3月31日までは管理駅であった）。
- 2014年5月12日で廃止となった江差駅は木古内ブロックに所属し、湯ノ岱駅は江差駅の被管理駅であった。
- 2016年3月26日に道南いさりび鉄道へ移管された七重浜駅・上磯駅は函館ブロックに所属し、五稜郭駅の被管理駅であった。
- 大沼駅は2023年3月18日で無人駅となった。
- 五稜郭駅の被管理駅である桔梗駅は、2024年3月16日をもって無人駅となった。

## トラベルセンター
現在、営業しているトラベルセンターはないが、過去に下記トラベルセンターがあった。
- JR北海道青森トラベルセンター（青森駅構内。津軽海峡線開業後、数年で廃止）
- 今金トラベルセンター（旧瀬棚線今金駅近く。2002年頃廃止）
- JR松前トラベルセンター（旧松前線松前駅近く。2007年3月31日を以って廃止）

## 関連会社
- ジェイ・アールはこだて開発

函館駅構内のレストラン、駅弁販売、コインロッカーなどの運営、駅業務の受託を行っていた。
2014年（平成26年）10月1日、北海道キヨスクに吸収合併され、法人格が消滅した。